# Taigi
Taigi (jap. 体技) - rodzaj treningu w Ki-Aikido, przećwiczenie zbioru technik z partnerem.
Jedna osoba, czyli uke ("ten, który odbiera"), występuje w roli odbierającej technikę, a druga - czyli nage ("ten który rzuca") jest stroną atakującą. 
Uke nadaje swojemu atakowi właściwej energii, a nage obraca tę energię we właściwy rzut (wykorzystuje odpowiednią technikę).
Istotne jest odpowiednie zgranie się w czasie, ponieważ w aikido istotne jest harmonijne prowadzenie umysłu przeciwnika (a co za tym idzie również ciała), a nie jego powstrzymywanie czy przyspieszanie.
Istnieje kilka rodzajów taigi. Każdy zawiera ok. 6 innych (ale powiązanych ze sobą) technik. Każda technika jest wykonywana 2 razy.
Zawody taigi z wielu względów przypominają olimpijskie zawody jazdy figurowej na lodzie. Techniki wykonuje się przed panelem sędziowskim, który ocenia uczestników pod kątem płynności ruchów i ich energii (ki). Zwycięża para, która zdobyła najlepsze oceny. Nie liczy się zatem wzajemna rywalizacja pojedynczych uczestników, ale współpraca nage z uke jako całość, tak samo jak w przypadku pary jeżdżącej na lodzie.